# 拔贡镇
拔贡镇，是中华人民共和国广西壮族自治区河池市金城江区下辖的一个乡镇级行政单位。

## 行政区划
拔贡镇下辖以下地区：
坡降社区、朝平村、下桥村、洞江村、贡维村、拉电村、拉廖村、北香村、大莫村和寨熬村。